# Colegio Nacional Iquitos
Asociación Deportiva Colegio Nacional Iquitos – peruwiański klub z siedzibą w mieście Iquitos, znany także pod nazwą CNI.

## Osiągnięcia
- Wicemistrz Copa Perú: 2008

## Historia
Klub Colegio Nacional Iquitos powstał w 20 maja 1926 roku. Wicemistrzostwo w turnieju Copa Perú w 2008 roku dało klubowi pierwszy w historii awans do I ligi (Primera división peruana).